# Beluš'ja Guba
Beluš'ja Gubá (in russo Белу́шья Губа́?, lett. Baia Beluga) è un insediamento di tipo urbano russo, nell'Oblast' di Arcangelo. È situata nell'isola Južnyj nell'omonima baia; è il centro amministrativo del rajon Novaja Zemlja ed è l'insediamento più importante dell'arcipelago Novaja Zemlja.
L'insediamento di trova sulla penisola Gusinaja Zemlja, nella parte sud-occidentale dell'isola Južnyj. Il clima nel villaggio è quello della tundra; le temperature sono molto basse. La temperatura media annuale è di -4,5°C, la precipitazione media annua è di 349 mm.
Dall'ultimo censimento del 2023 la popolazione risulta essere di circa 2060 abitanti. In passato la popolazione era costituita esclusivamente dal personale militare (e dalle loro famiglie) impegnato nelle intense attività di test nucleari svolti nella "Zona A" dal 1955 al 1962 e dal 1972 al 1975. Con la fine della guerra fredda il personale militare è progressivamente diminuito a favore dell'aumento di operai e tecnici specializzati in scavi sotterranei o attività di manutenzione delle reti elettriche e idriche.